# Telebit
Telebit (a menudo estilizada como TELEBIT) es una banda colombiana de rock formada en Bogotá en el año 2011, conocida por mezclar sonidos de rock, música electrónica y música andina. Telebit es conocida, entre otras cosas, por ser teloneros de Muse en el Drones World Tour en Bogotá en 2015.
Telebit ha publicado tres álbumes de estudio y cinco sencillos, incluyendo una colaboración con la banda de alternative hip hop bogotana LosPetitFellas, «Ciegos Corazones». Han colaborado, además con la colombiana Andrea Echeverri en «Entre Piedras y Carbón».

## Premios
Premio Shock 2013 a mejor artista Nuevo Alternativo

## Integrantes

### Formación
- Daniel Acosta Voz y Guitarra (2011-presente)

- Felipe Rondón Guitarra y sintetizadores (2011-presente)

- Cesar Barajas Bajo  (2011-2018)

- Daniel Chamorro Guitarra y sintetizadores (2015-2018)

- Nicolás García Batería y pads (2015-presente)

- David Sarmiento Batería  (2011-2015)

## Discografía

### Álbumes de estudio
- Primera Dimensión (2012
- Doce Vientos (2015)
- Ciegos Corazones (2017)
- Caída Libre (2021)

### Sencillos
- 2012 - «Primera Dimensión»
- 2012 - «Caer»
- 2014 - «Sombras»
- 2015 - «Doce Vientos»
- 2017 - «Ciegos Corazones»
- 2017 - «Ley de Gravedad»
- 2018 - «Doce Vientos» (Acústico)
- 2018 - «Ciegos Corazones» con LosPetitFellas
- 2019 - «Máquinas»
- 2020 - «Mundos Invisibles»
- 2021 - «Vámonos»
- 2021 - «Duele Si Te Vas»
- 2021 - «Contracorriente»
- 2021 - «Alma»
- 2021 - «Estar Vivo»